# Dragomirești (Maramureș)
Pour les articles homonymes, voir Dragomirești.
Dragomirești est une ville roumaine du județ de Maramureș, dans la région historique de Transylvanie et dans la région de développement du Nord-Ouest.
Elle a obtenu son statut de ville le 8 juillet 2004.

## Géographie
Dragomirești se situe dans la vallée de l'Iza, affluent de la Tisa, au nord-est du județ, à 101 km de Baia Mare, la préfecture du județ et à 45 km de Sighetu Marmației, la capitale historique de la Marmatie.

## Historique
La première mention écrite du village date de 1405.
La commune a fait partie du comitat de Maramures dans le Royaume de Hongrie jusqu'en 1920, au Traité de Trianon où elle est attribuée à la Roumanie avec toute la Transylvanie.
Dragomirești a abrité une importante communauté juive (plus de 20 % de la population totale en 1930) qui a entièrement été exterminée par le régime fasciste hongrois pendant la Seconde Guerre mondiale (la ville s'appelait alors Dragomérfalva).
L'église en bois de Dragomirești ayant été démontée et remontée au Musée du Village de Bucarest, une autre, bien plus haute, a été reconstruite à sa place après 1989.

## Démographie
Lors du recensement de 1910, la ville compte 1 801 Roumains (69 %), 104 Hongrois (4 %) et 688 Allemands (26,4 %). Vingt ans plus tard, le recensement rapporte 73 % de Roumain, 1,8 % de Hongrois et 23,2 % de Juifs[réf. nécessaire]. En 2002, 99,5 % de la population s'identifient comme Roumains.
En 2011, 92,71 % de la population déclarent appartenir à l'Église orthodoxe roumaine, 4,79 % à l'Église grecque-catholique roumaine, alors 2,17 % de la population refusent à la question et que 0,31 % appartient à une autre confession.

## Économie
La commune dispose de 3 791 ha de terres agricoles et de 6 065 ha de forêts.